# WNBA 2018
Die Saison 2018 war die 22. Saison der Women’s National Basketball Association (WNBA). Die reguläre Saison begann am 18. Mai 2018. Nach Abschluss der regulären Saison, die bis zum 19. August 2018 lief, wurden die Playoffs um die WNBA-Meisterschaft durchgeführt.

## Draft
Am 13. November 2017 fand eine Lotterie über die Auswahlreihenfolge der ersten vier Picks statt. Bei der Lotterie sicherte sich die Las Vegas Aces vor den Indiana Fever und den Chicago Sky den ersten Draft-Pick. Die Chicago Sky nahmen zweimal an der Draft-Auslosung statt. Mit den eigenen Los erhielten sie den vierten Draft-Pick. Den dritten Draft-Pick erhielten sie nach einem Trade mit den Atlanta Dream. Die Gewinnwahrscheinlichkeit wurde dabei auf Grundlage der Bilanzen der beiden letzten Saisons festgelegt.
Der WNBA Draft 2018 fand am 12. April 2018 im Nike Headquarters in New York, New York statt. Als erste Spielerin wurde dabei A’ja Wilson gedraftet. Ihr folgten Kelsey Mitchell und Diamond DeShields. Insgesamt sicherten sich die 12 Franchises in drei Runden die Rechte an 36 Spielerinnen. Den Hauptanteil mit 29 Spielerinnen stellten die Vereinigten Staaten.

### Top-5-Picks
Abkürzungen: Pos = Position, G = Guard, F = Forward, C = Center

| #  | Spielerin          | Nationalität       | Pos | WNBA-Mannschaft                 | College/Profi-Team           |
| -- | ------------------ | ------------------ | --- | ------------------------------- | ---------------------------- |
| 1. | A’ja Wilson        | Vereinigte Staaten | F   | Las Vegas Aces                  | University of South Carolina |
| 2. | Kelsey Mitchell    | Vereinigte Staaten | G   | Indiana Fever                   | Ohio State University        |
| 3. | Diamond DeShields  | Vereinigte Staaten | G   | Chicago Sky (von Atlanta Dream) | University of Tennessee      |
| 4. | Gabrielle Williams | Vereinigte Staaten | F   | Chicago Sky                     | University of Connecticut    |
| 5. | Jordin Canada      | Vereinigte Staaten | G   | Seattle Storm                   | UCLA                         |

## Reguläre Saison

### Modus
Die 12 WNBA-Mannschaften sind in zwei Conferences aufgeteilt, wobei die Eastern Conference und die Western Conference jeweils sechs Mannschaften umfassen. Insgesamt soll jede Mannschaft im Verlauf der regulären Saison 34 Saison-Spiele bestreiten, davon jede Mannschaft die Hälfte der Spiele zu Hause bzw. Auswärts. Aufgrund der Einführung des conference-übergreifenden Playoff-Systems 2016 wurde auch die Verteilung der Gegner in der regulären Saison angepasst. Innerhalb der eigenen Conference spielen die Mannschaften gegen eine Mannschaften insgesamt vier Mal und gegen die restlichen vier Mannschaften drei Mal gegeneinander. Außerdem spielt jede Mannschaft noch drei weitere Spiele gegen jede Mannschaft aus der anderen Conference.
| Rang | Gesamt | Team               | S  | N  | PCT   |
| ---- | ------ | ------------------ | -- | -- | ----- |
| 1    | 2      | Atlanta Dream      | 23 | 11 | 0,676 |
| 2    | 3      | Washington Mystics | 22 | 12 | 0,647 |
| 3    | 4      | Connecticut Sun    | 21 | 13 | 0,618 |
| 4    | 10     | Chicago Sky        | 13 | 21 | 0,382 |
| 5    | 11     | New York Liberty   | 7  | 27 | 0,206 |
| 6    | 12     | Indiana Fever      | 6  | 28 | 0.176 |

| Rang | Gesamt | Team               | S  | N  | PCT   |
| ---- | ------ | ------------------ | -- | -- | ----- |
| 1    | 1      | Seattle Storm      | 26 | 8  | 0,765 |
| 2    | 5      | Phoenix Mercury    | 20 | 14 | 0,588 |
| 3    | 6      | Los Angeles Sparks | 19 | 15 | 0,559 |
| 4    | 7      | Minnesota Lynx     | 18 | 16 | 0,529 |
| 5    | 8      | Dallas Wings       | 15 | 19 | 0,441 |
| 6    | 9      | Las Vegas Aces     | 14 | 20 | 0,412 |

### All-Star Game 2018
Das 15. All-Star Game der WNBA soll am 28. Juli 2018 im Target Center in Minneapolis, Minnesota ausgetragen werden.

## Playoffs

### Modus
In den Playoff starten die acht Teams der Liga mit den meisten Erfolgen in der regulären Saison. Diese werden entsprechend der Bilanz von ein bis acht gesetzt. In der ersten Runde empfängt die Nummer 5 die Nummer 8 und die Nummer 6 die Nummer 7 jeweils in einer entscheidenden Partie. Die Top vier haben in dieser Runde ein Freilos. In der zweiten Runde empfängt die Nummer 3 den niedriger gesetzten Sieger aus der ersten Runde und die Nummer 4 den höher gesetzten Sieger aus der ersten Runde. Diese Runde wird auch ein einem Spiel entschieden und die beiden Top-Teams haben auch hier ein Freilos. In der dritten Runde (Halbfinale) trifft die Nummer 1 auf den niedriger gesetzten Sieger aus der zweiten Runde und die Nummer 2 den höher gesetzten Sieger aus der zweiten Runde. Der Sieger dieser Playoff-Serien erreichen die WNBA-Finals. Das Halbfinale und das Finale werden im Best-of-Five-Modus ausgetragen, das heißt, dass ein Team drei Siege zum Erfolg benötigt. Die Mannschaft mit der besseren Bilanz hat dabei in allen Duellen immer den Heimvorteil. Bei Spielen, die nach der regulären Spielzeit von 40 Minuten unentschieden bleiben, folgt die Overtime. Die Viertel dauern weiterhin zehn Minuten und es wird so lange gespielt, bis eine Mannschaft nach Ende einer Overtime mehr Punkte als die gegnerische Mannschaft erzielt hat.

### Playoff-Baum
| 1. Runde | 1. Runde           | 1. Runde |  |  | 2. Runde | 2. Runde           | 2. Runde |   |               | Halbfinale | Halbfinale         | Halbfinale |   |               | WNBA-Finale | WNBA-Finale        | WNBA-Finale |
|          |                    |          |  |  |          |                    |          |   |               |            |                    |            |   |               |             |                    |             |
|          |                    |          |  |  |          |                    |          |   |               |            |                    |            |   |               |             |                    |             |
|          |                    |          |  |  |          |                    |          |   |               |            |                    |            |   |               |             |                    |             |
|          |                    |          |  |  |          |                    |          |   |               |            |                    |            |   |               |             |                    |             |
|          |                    |          |  |  |          |                    |          | 1 | Seattle Storm | 3          |                    |            |   |               |             |                    |             |
| 5        | Phoenix Mercury    | 1        |  |  |          |                    |          |   |               | 5          | Phoenix Mercury    | 2          |   |               |             |                    |             |
| 8        | Dallas Wings       | 0        |  |  | 4        | Connecticut Sun    | 0        |   |               |            |                    |            |   |               |             |                    |             |
|          |                    |          |  |  | 5        | Phoenix Mercury    | 1        |   |               |            |                    |            |   |               |             |                    |             |
|          |                    |          |  |  |          |                    |          |   |               |            |                    |            | 1 | Seattle Storm | 3           |                    |             |
|          |                    |          |  |  |          |                    |          |   |               |            |                    |            |   |               | 3           | Washington Mystics | 0           |
|          |                    |          |  |  | 3        | Washington Mystics | 1        |   |               |            |                    |            |   |               |             |                    |             |
| 6        | Los Angeles Sparks | 1        |  |  | 6        | Los Angeles Sparks | 0        |   |               |            |                    |            |   |               |             |                    |             |
| 7        | Minnesota Lynx     | 0        |  |  |          |                    |          | 2 | Atlanta Dream | 2          |                    |            |   |               |             |                    |             |
|          |                    |          |  |  |          |                    |          |   |               | 3          | Washington Mystics | 3          |   |               |             |                    |             |
|          |                    |          |  |  |          |                    |          |   |               |            |                    |            |   |               |             |                    |             |
|          |                    |          |  |  |          |                    |          |   |               |            |                    |            |   |               |             |                    |             |
|          |                    |          |  |  |          |                    |          |   |               |            |                    |            |   |               |             |                    |             |

### WNBA-Meistermannschaft
(Teilnahme an mindestens einem Playoff-Spiel)
| WNBA Meister Seattle Storm | Guards: Sue Bird, Jordin Canada, Jewell Loyd, Noelle Quinn, Mercedes Russell Guard-Forwards: Sami Whitcomb Forwards: Alysha Clark, Natasha Howard, Kaleena Mosqueda-Lewis, Breanna Stewart (Finals MVP) Forward-Centers: Crystal Langhorne Center: Courtney Paris Cheftrainer: Dan Hughes General Manager: Alisha Valavanis |

## Auszeichnungen
| Auszeichnung                                | Spielerin            | Mannschaft         | Bemerkung               |
| ------------------------------------------- | -------------------- | ------------------ | ----------------------- |
| WNBA Finals MVP Award                       | Breanna Stewart      | Seattle Storm      | –                       |
| WNBA Most Valuable Player Award             | Breanna Stewart      | Seattle Storm      | 33 von 39 Stimmen       |
| WNBA Defensive Player of the Year Award     | Alana Beard          | Los Angeles Sparks | 16 von 39 Stimmen       |
| WNBA Most Improved Player Award             | Natasha Howard       | Seattle Storm      | 29 von 39 Stimmen       |
| WNBA Peak Performer (Punkte)                | Liz Cambage          | Dallas Wings       | 23,0 Punkte pro Spiel   |
| WNBA Peak Performer (Rebounds)              | Sylvia Fowles        | Minnesota Lynx     | 11,9 Rebounds pro Spiel |
| WNBA Peak Performer (Assists)               | Courtney Vandersloot | Chicago Sky        | 8,6 Assists pro Spiel   |
| WNBA Rookie of the Year Award               | A’ja Wilson          | Las Vegas Aces     | 39 von 39 Stimmen       |
| WNBA Sixth Woman of the Year Award          | Jonquel Jones        | Connecticut Sun    | 20 von 38 Stimmen       |
| Kim Perrot Sportsmanship Award              | Sue Bird             | Seattle Storm      | 16 von 38 Stimmen       |
| WNBA Coach of the Year Award                | Nicki Collen         | Atlanta Dream      | 37 von 39 Stimmen       |
| WNBA Basketball Executive of the Year Award | Chris Sienko         | Atlanta Dream      | 42 Punkte               |

### All-WNBA Teams
| All-WNBA First Team |                                     |
| Guards:             | Diana Taurasi – Tiffany Hayes       |
| Forwards:           | Breanna Stewart – Elena Delle Donne |
| Center:             | Liz Cambage                         |

| All-WNBA Second Team |                                             |
| Guards:              | Skylar Diggins-Smith – Courtney Vandersloot |
| Forwards:            | Candace Parker – Maya Moore                 |
| Center:              | Brittney Griner                             |

### All-Rookie Team
| All-Rookie Team                                                                      |
| (LVA) A’ja Wilson – Ariel Atkins – Diamond DeShields Azurá Stevens – Kelsey Mitchell |

### All-Defensive Team
| All-Defensive First Team |                                  |
| Guards:                  | Alana Beard – Jasmine Thomas     |
| Forwards:                | Natasha Howard – Jessica Breland |
| Center:                  | Brittney Griner                  |

| All-Defensive Second Team |                                   |
| Guards:                   | Tiffany Hayes – Ariel Atkins      |
| Forwards:                 | Rebekkah Brunson – Nneka Ogwumike |
| Center:                   | Sylvia Fowles                     |